# Niklas Eg
Niklas Eg (født 6. januar 1995 i Kibæk) er en dansk forhenværende cykelrytter, der ved sit karrierestop kørte for Uno-X Pro Cycling Team. Han er desuden bror til cykelrytteren Simone Eg
I slutningen 2023 stoppede han sin aktive karriere på grund af hjerteproblemer. I juni 2024 blev han ansat som talentchef og U19-sportschef i Herning Cykle Klub.

## Meritter
2012
1. plads samlet, Course de la Paix Juniors
1. plads, 1. etape, Rothaus Regio-Tour (holdtidskørsel)
2. plads samlet, Rothaus Regio-Tour
2017
2. plads samlet, Grand Prix Priessnitz spa
2. plads samlet, Kreiz Breizh Elites
3. plads samlet, Tour de l'Avenir
4. plads samlet Giro della Valle d'Aosta
6. plads Sundvolden GP
2018
5. plads samlet Kroatien Rundt
2019
5. plads samlet Tour of Utah

### Deltagelse iGrand Tours
| Grand Tour      | 2018 | 2019 | 2020 |
| --------------- | ---- | ---- | ---- |
| Giro d'Italia   | 93   | —    | —    |
| Tour de France  | —    | —    | 51   |
| Vuelta a España | —    | 37   | —    |

| —   | Deltog ikke      |
| DNF | Gennemførte ikke |